# Danaus gilippus
Danaus gilippus är en fjärilsart som liknar monarken och Danaus eresimus. Den förekommer på soliga platser i Västindien, södra Nordamerika och norra Sydamerika. Den är 7-9 cm lång. Vingarna är chokladfärgade med en svart kant och vita prickar på ovansidan och på undersidan förekommer även ett ådrat svart mönster. Larven är vanligtvis svart, vit och gul och skiljer sig från monarkens genom ett extra par antennliknande utskott. Det har förekommit fynd av larver med en mörkare teckning.
De vita äggen läggs på, och larverna äter sedan på växter av Sidenörtssläktet. Dessa växter innehåller ämnen som framkallar illamående och kräkningar hos fåglar. Larverna samlar på sig dessa ämnen då de äter på sina värdväxter, och de finns även kvar i vuxna fjärilar. Eftersom fjärilsarten Limenitis archippus liknar monarken och Danaus gilippus där de samexisterar pågår forskning om sambandet mellan arterna. Fenomenet hos D. gilippus är en form av mimikry som kallas Browers mimikry och innebär en skyddande likhet inom arten.
D. gilippus övervintrar som vuxen fjäril.

## Bildgalleri

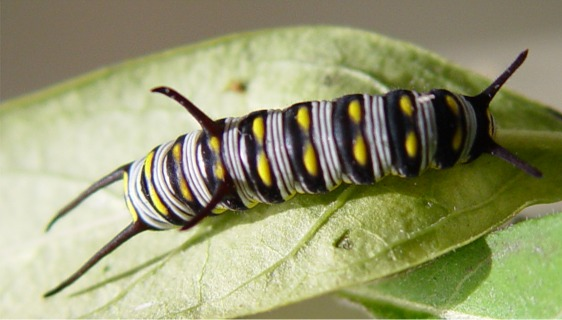
Närbild på en larv.
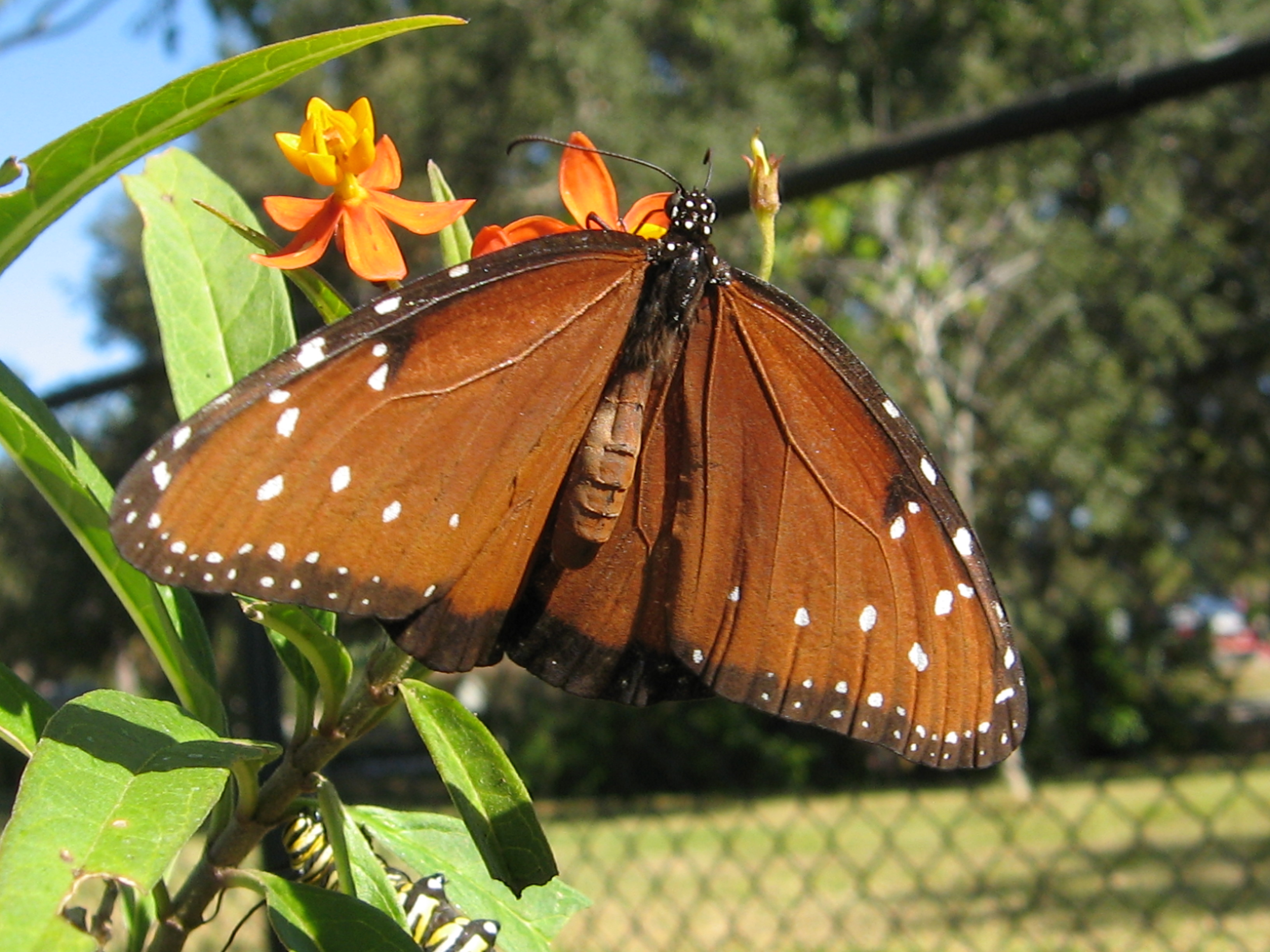
Vuxet exemplar visar ovansidan av vingarna.
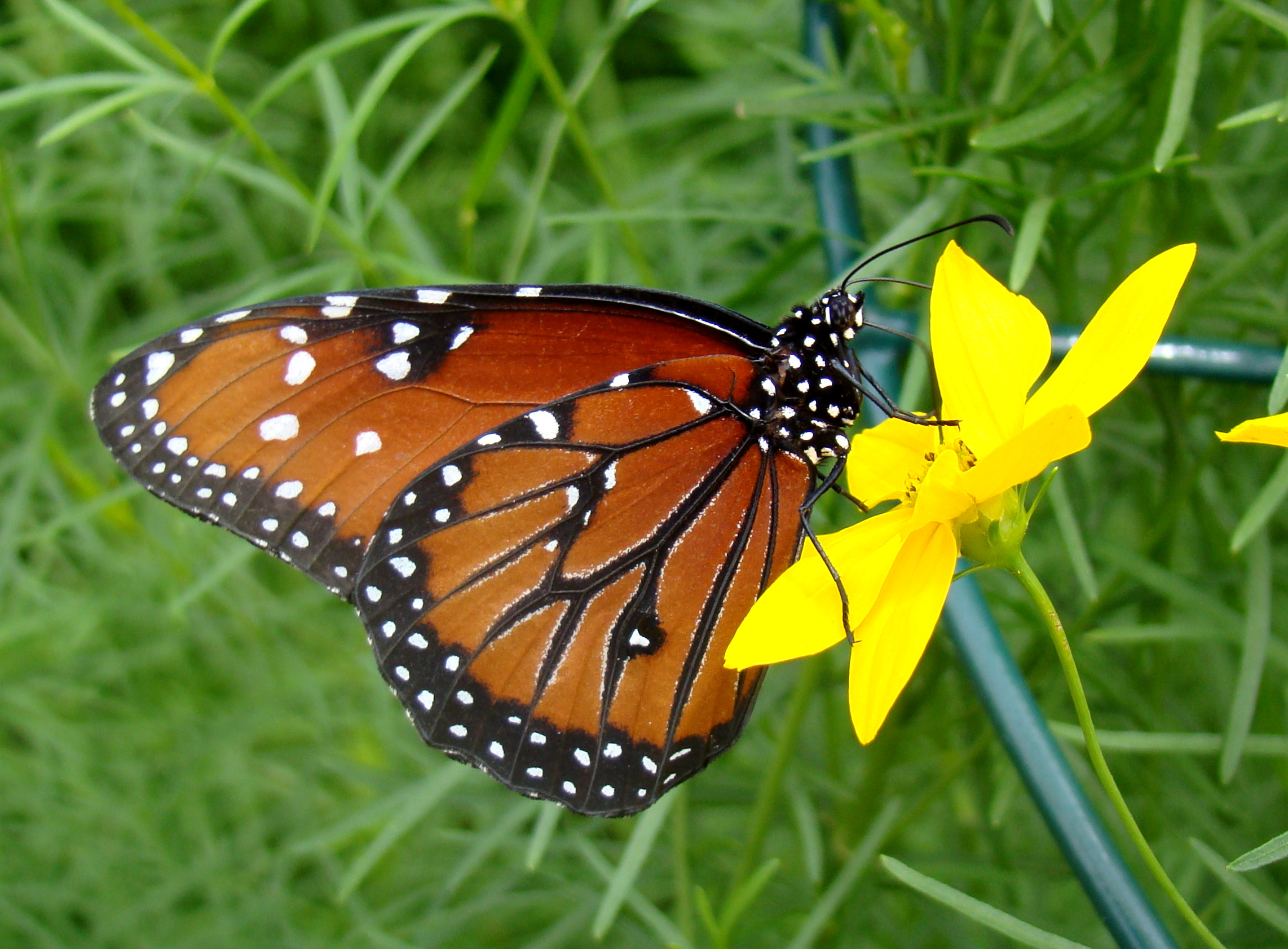
Vuxet exemplar på Hershey Gardens Butterfly house visar undersidan av vingarna.
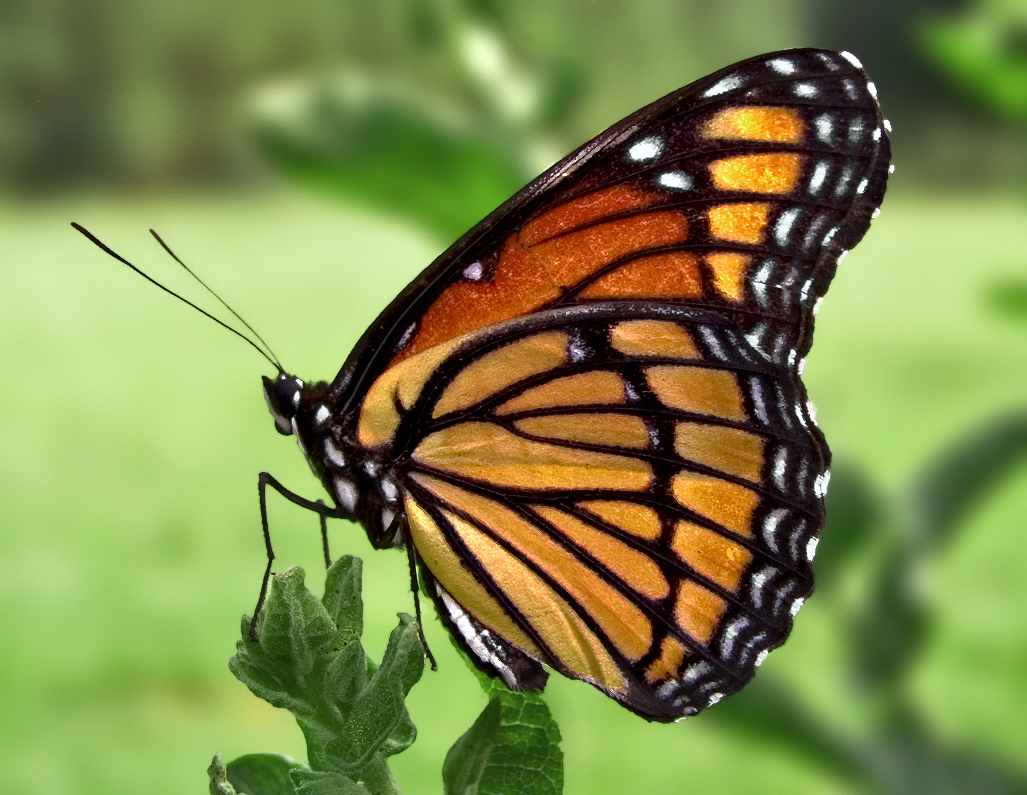
Limenitis archippus är inte nära släkt med, men liknar ändå Danaus gilippus. Det är ett exempel på mimikry.

### Fotnoter
1. ↑  ”Arkiverade kopian”. Arkiverad från originalet den 9 maj 2008. https://web.archive.org/web/20080509104425/http://www.naba.org/chapters/nabast/queendf.html. Läst 5 december 2008.
2. ↑  Pasteur 1982, s. 169-199.